# Constitution de l'État de Pohnpei
Pour un article plus général, voir Politique de la Micronésie.
Lire en ligne

Version originale : Site de la Cour suprême

La constitution de l'État de Pohnpei, un des quatre États des États fédérés de Micronésie est le texte de droit fondamental de l'État de Pohnpei. Elle est adoptée le 5 mars 1984 et entre en vigueur le 8 novembre 1984.